# Гошовський Сергій Володимирович
Гошовський Сергій Володимирович (31 травня 1950, смт. Меденичі, Дрогобиччина) — український вчений, організатор та керівник підприємств в галузі геологічних, геофізичних та екологічних досліджень, технологій інтенсифікації видобутку нафти й газу з використанням енергії вибуху, нетрадиційних джерел енергії, доктор технічних наук, професор, член-кореспондент Інженерної академії та академік Української нафтогазової академії, Заслужений працівник промисловості України, Почесний розвідник надр.

## Біографія
Сергій Гошовський народився 31 травня 1950 року на Львівщині.
1966 року зі срібною медаллю закінчив Стрийську середню школу № 2.

## Вища освіта
1972 року закінчив Київський державний університет ім. Т. Г. Шевченка (кваліфікація «Геолог-геофізик»).

## Трудова та наукова діяльність
У 1972—1976 рр. працював геофізиком Стрийської експедиції з геофізичних досліджень свердловин тресту «Укргеофізрозвідка».
У 1976—1985 рр. — начальник дослідно-методичної партії в Прикарпатській експедиції з геофізичних досліджень свердловин тресту «Укргеофізрозвідка».
З 1980 по 1984 роки аспірант (без відриву від виробництва) Івано-Франківського інституту нафти і газу. Захистив кандидатську дисертацію на тему «Удосконалення техніки та методики робіт з ліквідації защемлення бурильного інструменту в надглибоких свердловинах з допомогою вибуху».
Упродовж 1985—1996 рр. — начальник Балаклійської експедиції з геофізичних досліджень свердловин ДГП «Укргеофізика».
З 1996 року — директор Державного геофізичного підприємства «Балакліяпромгеофізика».
1997—1999 рр. — Голова Державного комітету України з геології та використання надр.
У 1999 році отримує науковий ступінь доктора технічних наук, захистивши дисертацію на тему «Застосування енергії вибуху в технологіях спорудження свердловин», а згодом, 2005 року — професор.
У 2000—2001 рр. за дорученням Президента України створював Національну акціонерну компанію «Надра України» та півроку її очолював. Наступні два роки був державним секретарем Міністерства екології та природних ресурсів України, а в 2004—2005 роках — першим заступником Голови Державного комітету природних ресурсів України.
З 2005 по 2010 рр. Сергій Гошовський очолював Український державний геологорозвідувальний інститут (УкрДГРІ). Під його керівництвом та за його безпосередньої участі здійснюється науковий супровід усіх видів та стадій геологорозвідувальних робіт на нафту й газ, рудні та нерудні корисні копалини, підземні води, досліджуються питання екології України.
У 2010—2011 рр. — заступник Міністра охорони навколишнього природного середовища України.
В 2011 р. — повертається на посаду директора Українського державного геологорозвідувального інституту (УкрДГРІ).

## Наукові здобутки
Наукові здобутки Сергія Володимировича Гошовського мають міцний підмурівок досвіду геологічних та геофізичних досліджень, адже перші 14 років виробничої діяльності проходили виключно в польових умовах України та експедиціях пов'язаних з дослідженнями територій та геологічних особливостей розрізів на о. Сахалін, Алтаю, Саянах, Нового Уренгою.
Працюючи в полі займався розробкою та впровадженням методик геофізичних досліджень та розробкою нової свердловинної геофізичної апаратури. Тоді ж захистив кандидатську дисертацію. Сергій Гошовський безпосередньо брав участь у розвідці та відкритті більше 50-ти родовищ нафти та газу. За його ініціативою було проведено роботи, що підтвердили промислові запаси рудного золота в Україні та отримано перший кілограм металу з руди Клинцівського родовища, з якого в подальшому було виготовлено «Тризуб герб України», який зберігається в Державній скарбниці, що поклало край теоретичним та виробничій суперечкам про наявність родовищ золота на Україні та стало вагомим аргументом для становлення золотодобувної галузі України. До чималих теоретичних та прикладних доробків можна віднести праці присвячені створенню нової енергетичної бази держави за рахунок нетрадиційних джерел вуглеводнів в Чорному морі газових сипів та вулканів, використання теплової енергії Сонця, Землі, водоймищ та повітря тощо.
Як теоретик геології та геофізики, Сергій Гошовський — завзятий противник застою в науці та технологіях, він прагне не вміщувати життя в готові схеми, а навпаки уважно вивчати його для напрацювання нових підходів у вирішенні наукових та виробничих завдань. Майже всі теоретичні напрацювання завершуються розробками нових методик, технологій, новими технічними пристроями. У його активі — понад 400 наукових публікацій, серед яких — 1 відкриття «Закономірність зміни складових потенціальної енергії гірського масиву в умовах великих глибин», 19 монографій, 154 авторських винаходів і патентів. Багато часу приділялось розробці численних законодавчих актів України, що забезпечили законодавче врегулювання діяльності геологічної галузі. Зокрема Кодексу України «Про надра», Законів України «Про нафту і газ», «Про угоди про розподіл продукції», «Про державну геологічну службу України», проекту «Загальнодержавної програми розвитку мінерально-сировинної бази України до 2030 року».
У 2018 році дипломи доктора технічних наук та професора Сергія Гошовського було визнано Національною агенцією академічного обміну (Narodowa Agencja Wymiany Akademickiej (NAWA)) Республіки Польща.
Життя відомого вченого надзвичайно насичене науковою та науково-організаційною роботою: він член експертної ради ВАК, секції нафти і газу Комітету з державних премій України в галузі науки і техніки, низки спеціалізованих вчених рад інститутів, редактор та член редколегії фахових журналів («Мінеральні ресурси України», «Збірник наукових праць», «Альтернативні джерела енергії», «Геофізичний журнал», «Геологія і корисні копалини Чорного моря»).

## Звання
- Заслужений працівник промисловості України.
- Почесний розвідник надр.
- Державний службовець І рангу.

## Нагороди
- Президентська відзнака — Орден «За заслуги» III ступеня.
- Медаль В. І. Лучицького (за розвідку надр).
- Медаль Л. І. Лутугіна.